# Billy Ray Bates
Billy Ray Bates, (nacido el 31 de mayo de 1956 en Kosciusko, Misisipi) es un exjugador y exentrenador de baloncesto estadounidense. Con 1.93 de estatura, su puesto natural en la cancha era el de escolta.

## Trayectoria deportiva
Billy Ray Bates, el octavo de nueve hijos, jugaba baloncesto en McAdams High en Mississippi. Más tarde jugó en la Universidad Estatal de Kentucky.
Los Houston Rockets lo seleccionaron en la tercera ronda del draft de 1978. Antes de que comenzara la temporada, los Rockets lo cortaron, luego de que su agente exigiera dinero garantizado para un tercera ronda. Terminó jugando para los Maine Lumberjacks en la ahora desaparecida Continental Basketball Association, donde ganó el premio al Novato del Año de la liga y el concurso de mates en su All-Star. A Bates se le atribuye haber destrozado al menos cuatro tableros en la liga continental antes de dar el salto a la NBA.
Tras firmar un contrato de 10 días con los Portland Trail Blazers en febrero de 1980, el escolta de 1,93 m (6 pies 4 pulgadas) y 95 kilogramos (210 libras) rápidamente se convirtió en el favorito del público por sus mates y su enérgico estilo de juego. Una vez anotó 40 puntos en 32 minutos contra San Diego y posteriormente 35 puntos en 25 minutos contra los Dallas Mavericks. Destacó especialmente en los playoffs, con un promedio de 25,0 puntos por partido en los playoffs de 1980 y 28,3 puntos por partido en los playoffs de 1981 (que hoy sigue siendo el récord de la franquicia).
Sin embargo, había señales de que Bates, apodado "Dunk", tendría que hacer cambios importantes en su juego y actitud para permanecer en la NBA. En septiembre de 1982, tras tres temporadas en Portland, fue excluido del equipo.
Bates jugó brevemente con los Washington Bullets en la temporada 1982-83, apareciendo en 15 partidos antes de ser despedido. Luego tuvo una prueba de 10 días con los Lakers, disputando cuatro partidos. Pero con un sobrepeso de 11 kg, eso tampoco funcionó. Nunca volvería a jugar en la NBA.
Su promedio de 26,7 puntos por partido en los playoffs es el más alto en la historia de la NBA para un no titular.
Jugaría posteriormente cinco temporadas en la PBA de Filipinas, conde lograría tres campeonatos de liga, siendo elegido en dos ocasiones como el mejor jugador extranjero de la competición.